# Frédéric Viale
 (juin 2019).

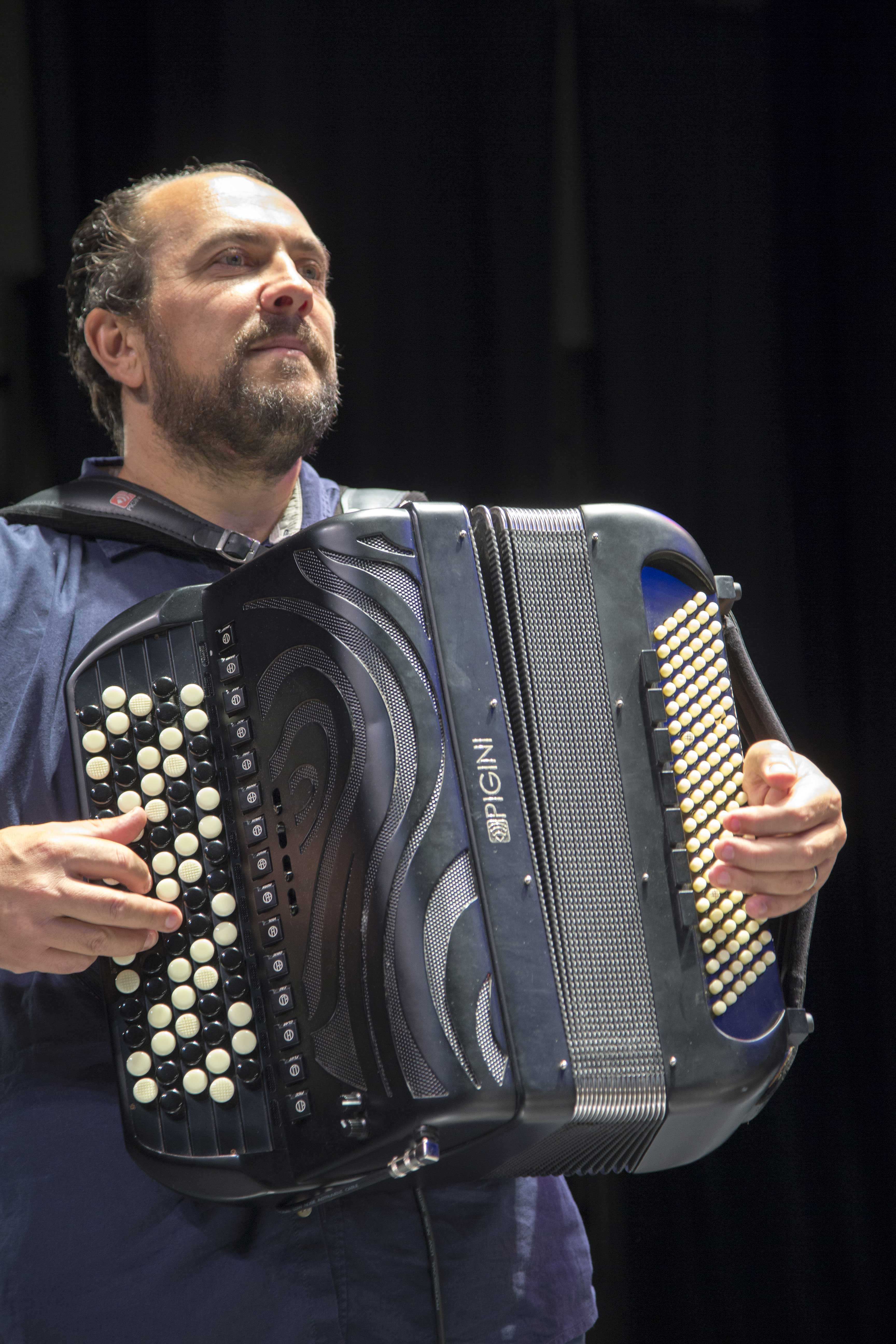
Frédéric Viale accordéoniste de jazz, compositeur et arrangeur.

Frédéric Viale, né le 26 mai 1977 à Cannes, est un musicien, arrangeur et compositeur français qui joue de l'accordéon, du bandonéon et de l'accordina. 
Frédéric Viale fait sonner son accordéon sur des rythmes de jazz, de tango et de musiques brésiliennes, sur les scènes françaises et internationales. 

## Biographie
Frédéric Viale apprend la musique à l'Accordéon Club Cannes La Bocca Mouans-Sartoux. Son professeur n'est autre que Lucien Galliano, père de Richard Galliano à qui l’on doit la renaissance de l’accordéon dans le monde du jazz. Il étudie le répertoire de Tony Murena, Gus Viseur, Joseph Colombo, Joss Baselli et participe à de nombreux concours nationaux et internationaux. Adolescent, il découvre le jazz grâce à Django Reinhardt, Stéphane Grapelli, Charlie Parker et Miles Davis. Il apprend le bandonéon qu'il joue dans des formations qui mettent à l'honneur la culture argentine : Alma Tango, Meditango ou Tango Voz. En juin 2018, il rend hommage à Astor Piazzola lors d'un concert à l'Opéra de Nice où il était accompagné par les musiciens solistes de l'Opéra. 
Frédéric Viale joue ses propres compositions mais il propose également sa propre interprétation de morceaux tels que La chanson des vieux amants de Gérard Jouannest, Indifférence de Joseph Colombo et Tony Murera,  Song for Abdullah de Kenny Barron ou Sous les ponts de Paris de Vincent Scotto. 
En 2011, Frédéric Viale crée son propre groupe et joue avec des musiciens brésiliens : Natallino Neto à la basse, Zaza Desiderio à la batterie et Nelson Veras à la guitare. Il se produit également en quintet et retrouve son complice Emanuele Cisi, ainsi que Aldo Zunino à la contrebasse, Humberto Amesquita au trombone et Adam Pache à la batterie.
En 2015, Pigini, le fabricant italien d’accordéon de renommée mondiale, offre à Frédéric Viale un instrument créé pour lui, à sa mesure, le new Cassotto FV est né, au son puissant, généreux et subtil, un fabuleux cadeau pour un jazzman.

## Discographie
- 2006 : Paradise avec Jean-Pierre Como,  Jean-Yves Candela, Christian Pachiaudi, Emanuele Cisi et Jean-Luc Dana (Elabeth - distribution D.G Diffusion Spirale)
- 2009 : Lames Latines avec André Ceccarelli, Jean-Marie Ecay, Diego Imbert, Daniel Santagio, Marcello Martins, André Vasconcellos, Marcio Villa Bahia (Imago records - distribution Orkhestra International)
- 2013 : La Belle Chose avec Nelson Veras, Natallino Neto, Zaza Desiderio, Emanuele Cisi.(Diapason/Absilone)
- 2016 : Les Racines du Ciel avec Nelson Veras, Natallino Neto et Zaza Desiderio. (Diapason/Absilone)
- 2018 : Pars en Thèse Jazz avec Emanuele Cisi, Aldo Zunino, Humberto Amesquita et  Adam Pache. (Diapason/Absilone).